# Liste der Biografien/San
Liste der Biografien |
Portal Biografien |
Personensuche
# |
A |
B |
C |
D |
E |
F |
G |
H |
I |
J |
K |
L |
M |
N |
O |
P |
Q |
R |
S |
T |
U |
V |
W |
X |
Y |
Z |
?
 
Sa |
Sb |
Sc |
Sd |
Se |
Sf |
Sg |
Sh |
Si |
Sj |
Sk |
Sl |
Sm |
Sn |
So |
Sp |
Sq |
Sr |
Ss |
St |
Su |
Sv |
Sw |
Sy |
Sz
 
Saa |
Sab |
Sac |
Sad |
Sae |
Saf |
Sag |
Sah |
Sai |
Saj |
Sak |
Sal |
Sam |
San |
Sao |
Sap |
Saq |
Sar |
Sas |
Sat |
Sau |
Sav |
Saw |
Sax |
Say |
Saz
 
Sana |
Sanb |
Sanc |
Sand |
Sane |
Sanf |
Sang |
Sanh |
Sani |
Sanj |
Sank |
Sanl |
Sanm |
Sann |
Sano |
Sanp |
Sanq |
Sanr |
Sans |
Sant |
Sanu |
Sanv |
Sanw |
Sany |
Sanz
Die Liste der Biografien führt alle Personen auf, die in der deutschsprachigen Wikipedia einen Artikel haben. Dieses ist eine Teilliste mit 57 Einträgen von Personen, deren Namen mit den Buchstaben „San“ beginnt.

## San
- San Basilio, Paloma (* 1950), spanische Sängerin und Musicaldarstellerin
- San Baw (1922–1984), burmesischer Chirurg und Orthopäde
- San Carlos Quiñones de León, Cayo Marqués de (1819–1898), spanischer Diplomat
- San Casimiro Fernández, Ángel (* 1942), spanischer Ordensgeistlicher, emeritierter römisch-katholischer Bischof von Alajuela
- San Clemente, Guillén de (1550–1608), spanischer Diplomat
- San Diego, Francisco Capiral (1935–2015), philippinischer Geistlicher, Bischof von Pasig
- San Dimas, Andy (* 1986), US-amerikanische Pornodarstellerin
- San E (* 1985), südkoreanischer Rapper
- San Emeterio, Fernando (* 1984), spanischer Basketballspieler
- San Epifanio, Juan Antonio (* 1959), spanischer Basketballspieler
- San Giacomo, Laura (* 1962), US-amerikanische FilmschauspielerinLaura San Giacomo (* 1962)

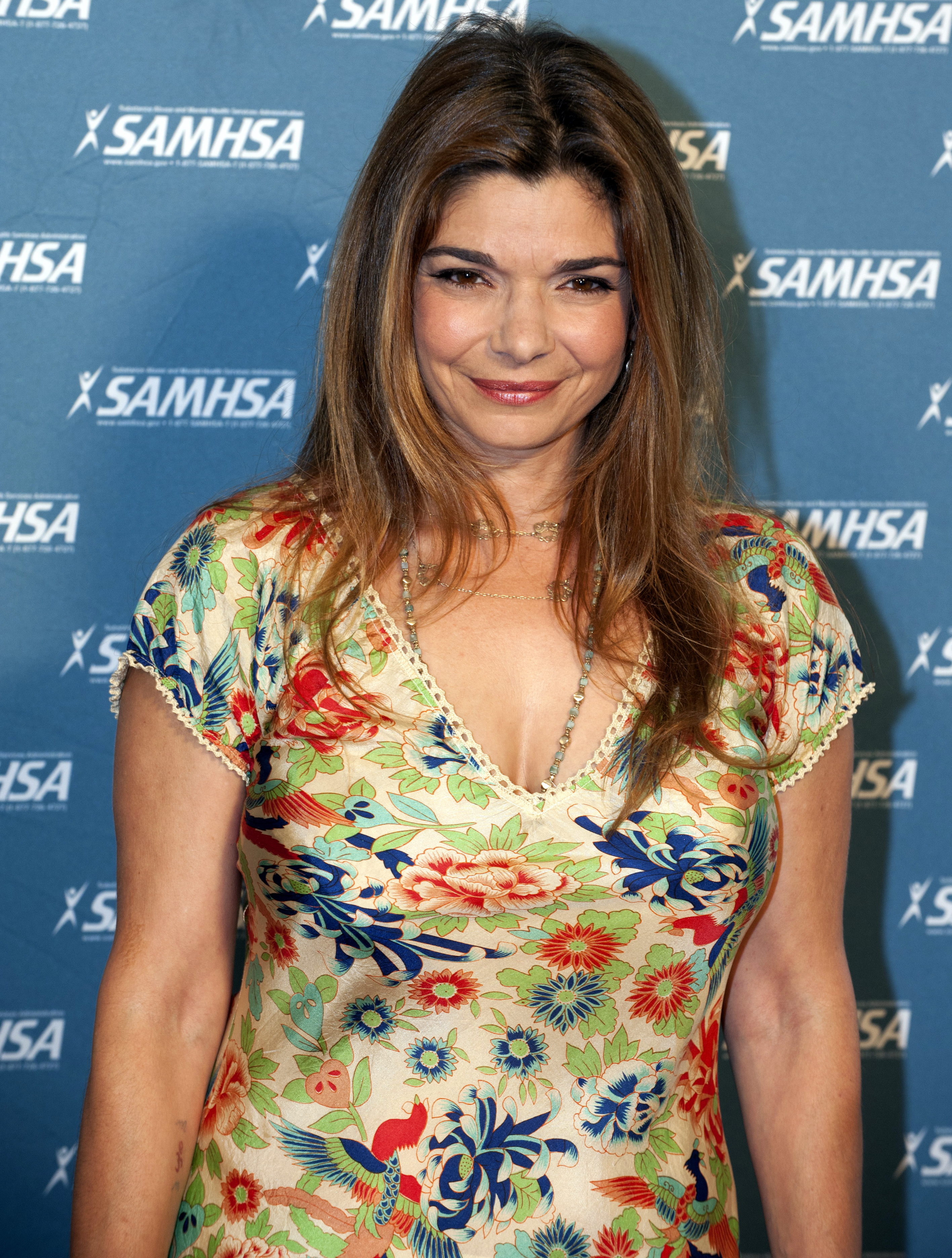
Laura San Giacomo (* 1962)

- San Ildefonso, Mariano (1904–1981), spanisch-kolumbianischer Journalist und Schriftsteller
- San José, Beñat (* 1979), spanischer Fußballtrainer
- San José, Isidoro (* 1955), spanischer Fußballspieler
- San José, Mikel (* 1989), spanischer Fußballspieler
- San José, Román de (* 1877), spanischer Militärmusiker
- San Juan, Amadeo, chilenischer Fußballspieler
- San Juan, Bastián (* 1994), chilenischer Fußballspieler
- San Juan, Eric (* 1973), US-amerikanischer Schriftsteller
- San Juan, Olga (1927–2009), US-amerikanische Schauspielerin und Tänzerin
- San Martín y Ulloa, Joaquín de (1770–1854), Supremo Director der Provinz El Salvador
- San Martín y Ulloa, José María (1811–1857), Politiker in El Salvador
- San Martín, Agustina (* 1991), argentinische Filmregisseurin und Drehbuchautorin
- San Martín, Carlos (* 1993), kolumbianischer Leichtathlet
- San Martín, Conrado (1921–2019), spanischer Schauspieler
- San Martín, Cosme (1849–1906), chilenischer Maler
- San Martín, José de (1778–1850), südamerikanischer Unabhängigkeitskämpfer
- San Martín, Juan (* 1994), uruguayischer Fußballspieler
- San Martin, Laurie, US-amerikanische Kompöonistin, Musikpädagogin, Dirigentin und Klarinettistin
- San Martín, Nelson (* 1980), chilenischer Fußballspieler
- San Martín, Pablo R. (1934–1969), uruguayischer Entomologe und Arachnologe
- San Marzano, Alessandro Asinari di (1795–1876), italienischer Kurienerzbischof
- San Miguel y Erce, Victor León Esteban (1904–1995), spanischer römisch-katholischer Ordensgeistlicher und Apostolischer Vikar von Kuwait
- San Miguel, Esther (* 1975), spanische Judoka
- San Miguel, Gregorio (* 1940), spanischer Radrennfahrer
- San Miguel, Jessy (1971–2000), US-amerikanischer Mörder
- San Nicolás, Luigi (* 1992), andorranischer Fußballspieler
- San Nicolas, Michael (* 1981), US-amerikanischer Politiker der Demokratischen Partei
- San Nicolás, Moisés (* 1993), andorranischer Fußballspieler
- San Nicolò, Mariano (1887–1955), österreichisch-deutscher Rechtshistoriker
- San Pedro, Diego de (1437–1498), spanischer Dichter und Autor von Romanzen
- San Pedro, Enrique (1926–1994), kubanisch-US-amerikanischer Geistlicher, Bischof von Brownsville
- San Pedro, Lucio (1913–2002), philippinischer Komponist und Musikpädagoge
- San Román y de la Fuente, Alberto de (1923–2012), spanischer Handballspieler, Hockeyspieler, Handballfunktionär
- San Román, Máximo (* 1946), peruanischer Politiker, Maschinenbauingenieur und Unternehmer
- San Romani, Archie (1912–1994), US-amerikanischer Mittelstreckenläufer
- San Segundo, María Jesús (1958–2010), spanische Wirtschaftswissenschaftlerin und Politikerin
- San Souci, Emery J. (1857–1936), US-amerikanischer Politiker
- San, Boshi, deutscher Sänger und Rapper
- Şan, Eyşe (1938–1996), kurdische Musikerin
- San, Fedayi (* 1982), Schweizer FußballschiedsrichterFedayi San (* 1982)

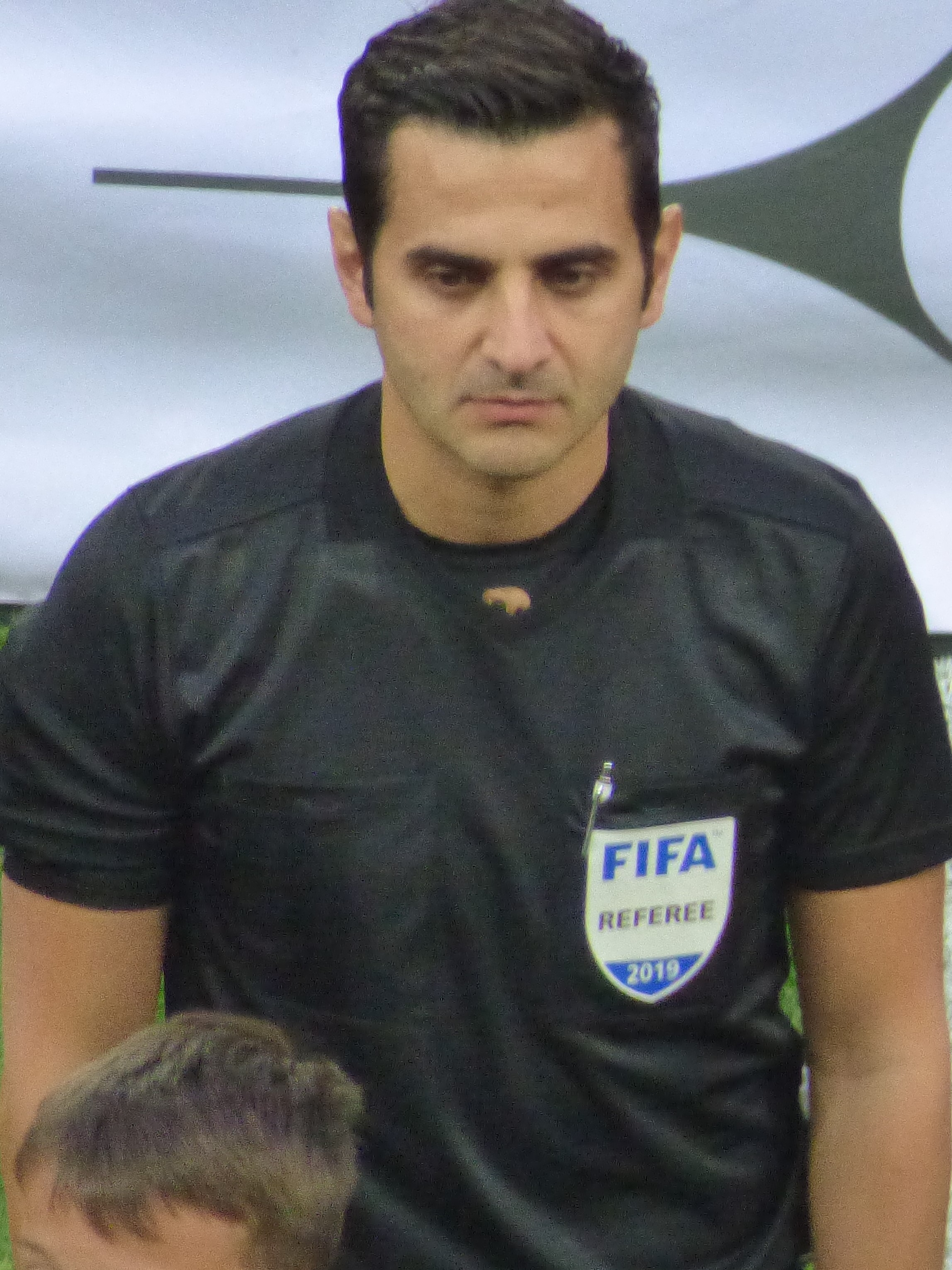
Fedayi San (* 1982)

- San, Gayle (* 1967), singapurische Musikproduzentin und ehemalige DJ
- Şan, İshak (* 1976), türkischer Politiker (AKP)
- San, Jez (* 1966), britischer Computerspieleentwickler und Unternehmer
- San, Silvester Tung Kiem (* 1961), indonesischer Geistlicher und römisch-katholischer Bischof von Denpasar
- San-Galli, Franz (1824–1908), preußisch-russischer Unternehmer
- San2 (* 1978), deutscher Sänger, Songwriter und Grafik-Designer